# Cantone di La Plaine d'Illibéris
Il cantone di La Plaine d'Illibéris è una divisione amministrativa dell'Arrondissement di Céret e dell'Arrondissement di Perpignan.
È stato costituito a seguito della riforma approvata con decreto del 26 febbraio 2014, che ha avuto attuazione dopo le elezioni dipartimentali del 2015.

## Composizione
Comprende i 9 comuni di:
- Alénya
- Bages
- Corneilla-del-Vercol
- Elne
- Latour-Bas-Elne
- Montescot
- Ortaffa
- Théza
- Villeneuve-de-la-Raho